# ハローページ
ハローページは、東日本電信電話（NTT東日本）及び西日本電信電話（NTT西日本）がかつて発行していた五十音順電話帳の商標名である。1983年（昭和58年）、日本電信電話公社が「50音別電話帳」から名称変更した。

## 概要
多くの国で発行されているホワイトページ（White Pages）と呼ばれるものに相当するが、日本は青い表紙の企業名・緑の表紙の個人名の分冊で発行する。なお、郡部など、元々掲載数が少ない地域では、職業別電話帳のタウンページと合冊になったタウンページ&ハローページという名称で発行された時期もある。また、タウンページと違い、五十音順にただ並んでいるだけなので、創作性がなく著作権がないものとされ、様々なメーカーがハローページを取り込み、CD-ROM等でデータベースとして利用できるようにしたものを市販している。

## 最終版
2020年6月18日、NTT東日本・NTT西日本は2021年10月以降発行されるものをもって最終版とすると発表した。各地域の最終版の配布は、2021年10月以降の発行スケジュールに基づいて行われ、2023年2月までに終了した。
1890年10月9日に「電話加入者人名表」と名付けて電話番号と加入者氏名を掲載して初めて配布されて以来、印刷配布物としては約132年半の役目を終えることになる。

## 配布方法
全てのNTT東西の電話加入者は、加入地域の企業名のものが1冊無料で配布される。申し込みを行うことで同一都道府県内の個人名・企業名のものを1冊は無料で、他の地域のものも送料を支払うことで入手可能である。公立図書館に行くと、その地域のハローページが蔵書されており、図書館内での閲覧が可能である。
なお、個人名編は2011年発行分以降は希望者にのみ配布されていた。
また、他の電気通信事業者の加入者も入手可能である。他の電気通信事業者が有料もしくは無料で配布する場合と、NTTに有料配布を依頼する場合とがある。

## 掲載方法
NTTの電話加入者の場合、1掲載は無料である。掲載拒否も可能である。また、広告・多重掲載は発行の都度ごとの別料金となる。
また、他事業者加入の場合は他の事業者を通じて申し込むこととなっている。

## その他
大量の個人情報が掲載されているため、電話による勧誘などの事業に用いられやすい。
近年では特殊詐欺の実行犯にも多く利用されている実態があり、警察ではデータ削除を呼び掛けたり、NTTに掲載意思の再確認を要請するなどの対応を取っているところがある。